# تپه سیاه‌تپه
تپه سیاه تپه در شهرستان دامغان، منطقه مؤمن آباد واقع شده و این اثر در تاریخ ۲۵ اسفند ۱۳۷۹ با شمارهٔ ثبت ۳۵۳۷ به‌عنوان یکی از آثار ملی ایران به ثبت رسیده است.